# Argjentina Ramosaj
Argjentina Ramosaj, född den 21 maj 1990 i Gjakova i Kosovo, är en albansk sångerska. Hon har släppt sex singlar och är kusin till sångerskan Beatrix Ramosaj. Vid ett års ålder emigrerade hennes familj till Assen i Nederländerna på grund av kriget i hemlandet.

## Karriär
I februari 2010 släppte hon sin debutsingel, "Shpirt i mbytur". Låten producerades av Flori Mumajesi och den tillhörande musikvideon spelades in i den albanska huvudstaden Tirana. Låten blev en hit i Kosovo, Albanien och Makedonien och nådde första plats på listorna hos flera radiostationer. 
Hennes andra singel, "Scream", släpptes i augusti 2010. Låten producerades av Enis Presheva och Big Basta. Den tillhörande musikvideon spelades in i den nederländska huvudstaden Amsterdam och en albansk version av låten släpptes också, med titeln "Tip".
Hennes tredje singel "Jeta vazhdon" släpptes i oktober 2010. Låten producerades av Flori Mumajesi. Samma månad deltog hon även i Kënga Magjike 12 med sin fjärde singel, "Engjëjt qajnë". Låten, som även den producerats av Mumajesi, gick till finalen och Ramosaj vann priset för "Bästa nya artist". Låten blev hennes största hit hittills och toppade listorna hos flera radiostationer. 
År 2011 släppte hon sin femte singel, "Roll The Dice", tillsammans med NouveauBeats och Vince le Fin, två nederländska DJ:s. Hennes sjätte singel, "Perfekt", släpptes i april 2011. Låten producerades av Enis Presheva och Big Basta och musikvideon till låten var nominerad i 4 kategorier vid Video Festi Muzikor 2011 och vann kategorin "Bästa video" för kvinnliga artister.
I mars år 2012 släppte Ramosaj musikvideon till låten "Si shiu", som hon deltog i Top Fest 9 med. Med låten tog hon sig till finalen som hölls den 3 juni 2012. Där tilldelades hon priset för tävlingens bästa ballad.
2014 släppte hon en officiell musikvideo till låten "Déjà vu" som hon framförde tillsammans med sångerskan Gjira.
Efter ett par års uppehåll från musiken, efter att bland annat ha fått sitt första barn, släppte hon i mars 2017 låten "Pse" med tillhörande musikvideo.

## Diskografi

### Singlar
- 2010 – "Shpirt i mbytur"
- 2010 – "Scream" / "Tip"
- 2010 – "Jeta vazhdon"
- 2010 – "Engjëjt qajnë"
- 2011 – "Roll The Dice" (feat. NouveauBeats och Vince le Fin)
- 2011 – "Perfekt"
- 2012 – "Si shiu"
- 2014 – "Déjà vu" (feat. Gjira)
- 2017 – "Pse"

### Fotnoter
1. ↑  ”Beatrix Ramosaj Biografia” (på albanska). teksteshqip.com. http://www.teksteshqip.com/beatrix-ramosaj/biografia. Läst 20 januari 2012.
2. 1 2 3 4 5  ”Argjentina Ramosaj Låtar”. last.fm. http://www.lastfm.se/music/Argjentina+Ramosaj/+tracks. Läst 20 januari 2012.
3. ↑  ”Argjentina Ramosaj Biografia” (på albanska). teksteshqip.com. http://www.teksteshqip.com/argjentina-ramosaj/biografia. Läst 20 januari 2012.
4. ↑  ”NOMINIMET PËR SPOTIN MË TË MIRË NË VFM 2011”. video-fest.com. Arkiverad från originalet den 7 juni 2011. https://web.archive.org/web/20110607012226/http://www.video-fest.com/site/nominimet2011.php. Läst 20 januari 2012.
5. ↑  ”Argjentina Ramosaj - Si Shiu (Official Video, HD)”. Youtube. http://www.youtube.com/watch?v=_5Ln88FVJQM&feature=related.
6. ↑  ”Elhaida Dani fiton “Top Fest 9″” (på albanska). Vipat.info. 4 juni 2012. Arkiverad från originalet den 17 juli 2012. https://archive.is/20120717122431/http://vipat.info/elhaida-dani-fiton-top-fest-9/. Läst 5 juni 2012.